# ماساتو کاتایاما
ماساتو کاتایاما (انگلیسی: Masato Katayama؛ زادهٔ ۱۹ آوریل ۱۹۸۴) بازیکن فوتبال اهل ژاپن است.
از باشگاه‌هایی که در آن بازی کرده‌است می‌توان به باشگاه فوتبال ماتسوموتو یاماگا اشاره کرد.